# Сетунь (комп'ютер)

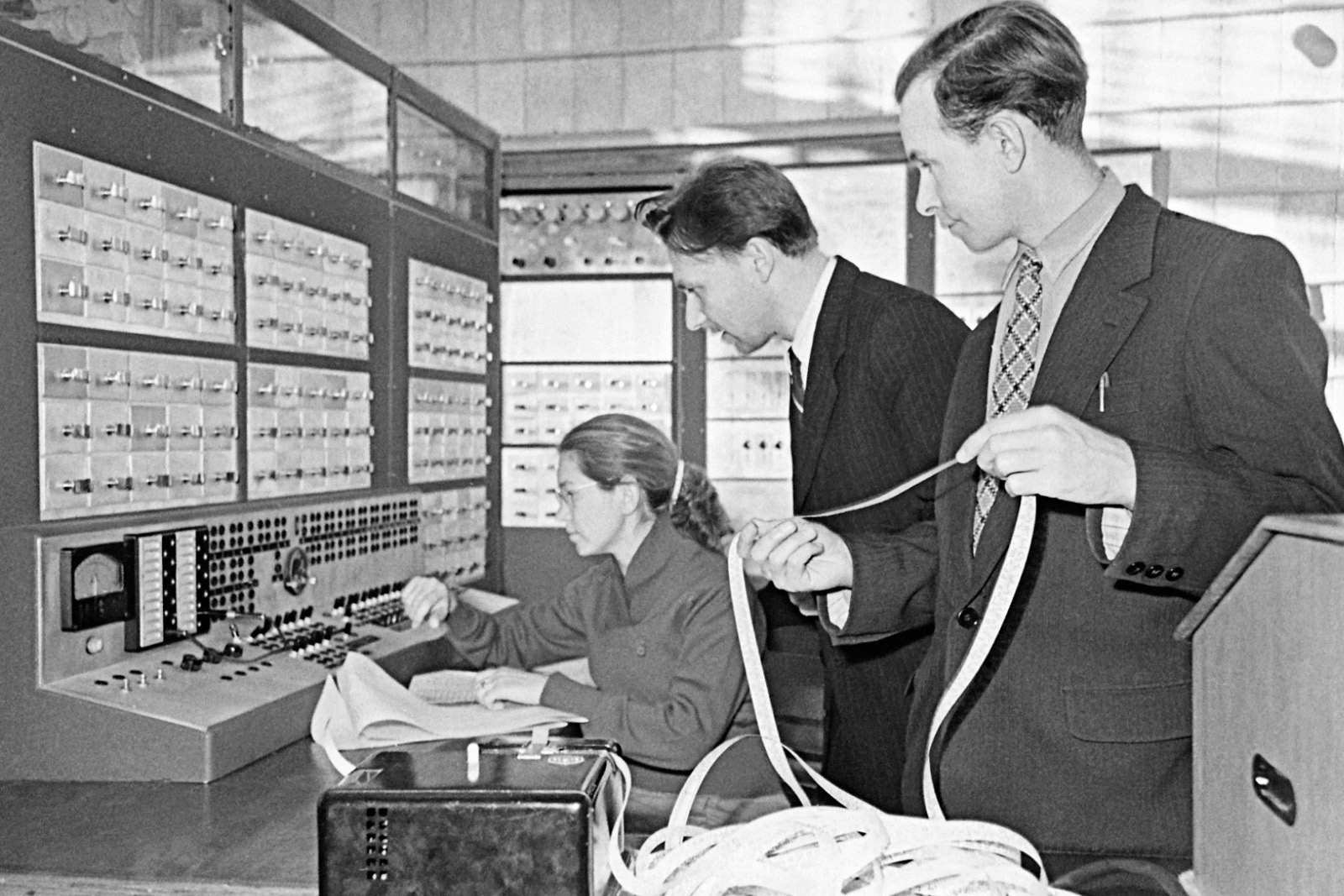
ЕОМ «Сетунь»

ЕОМ «Сетунь» — експериментальна модель трійкової ЕОМ на врівноваженій трійковій позиційній системі числення.

## Історія
«Сетунь» вперше була створена в СРСР у 1958 р. Ініціювала розробку група математиків МДУ під головуванням академіка Соболєва та за участі Брусєнцова та С. П. Маслова. У 1962–1965 роках випущено більш як 50 екземплярів промислових зразків цієї ЕОМ.
Названа на честь підмосковної річки «Сетунь».

## Наукове значення
Особливості цієї машини досі привертають увагу. Головний конструктор Брусєнцов Микола Петрович вказує на неповну реалізацію у даній ЕОМ трійкового коду та тризначної логіки.

## Математичний принцип дії
Кожний біт в ЕОМ «Сетунь» може набувати значень −1,0,1. Фактично, машина заснована на трійковій системі числення, яка виникає у відомій задачі «про зважування».
Кожна позиція біта у записі числа відповідає певному ступеню трійки. Якщо біт у відповідній позиції дорівнює 1, то відповідна ступінь трійки додається, якщо −1, то віднімається, якщо 0, то ігнорується. Наприклад:
- (1;-1;0;-1)3 = 1·33−1·32+0·31−1·30 = 27-9+0-1 = 1710
- (1;0;-1;-1)3 = 1·33+0·32−1·31−1·30 = 27+0-3-1 = 2310
- (-1;-1;-1;-1)3 = -1·33−1·32−1·31−1·30 = -27-9-3-1 = -4010